# Sukima Switch
Sukima Switch (スキマスイッチ) là một nhóm nhạc pha trộn jazz của Nhật Bản gồm bộ đôi thành viên chủ chốt là Ōhashi Takuya (大橋卓弥  sinh 9 tháng 5 năm 1978) và Tokita Shintarō (常田真太郎  sinh 25 tháng 2 năm 1978), nhóm được thành lập vào năm 2003. Họ ký hợp đồng hợp tác với nhãn đĩa Ariola Japan của Sony Music Japan vào tháng 9 năm 2009.

## Lịch sử hoạt động
Trong khi Ōhashi góp giọng ca, ghitar và harmonica thì Tokita chơi piano/nhạc cụ phím, cùng nhiều nhạc cụ khác và giám sát sản xuất. Hầu hết các phương tiện âm thanh phục vụ cho các album của họ  được cung cấp và thực hiện bởi nhiều nghệ sĩ khách mời hay phòng thu. Cơ cấu ban nhạc của họ có thể so sánh với nhóm nhạc Mỹ Steely Dan. Các ca khúc của họ ảnh hưởng phần lớn bởi phong cách nhạc jazz (tương tự như Steely Dan), nhưng nó vẫn giữ được các yếu tố cốt lõi cùng những giai điệu pop đã rất phổ biến với công chúng Nhật.
Ca khúc "Zenryoku Shounen" của họ là bài hát chủ đề mở cho trò chơi Nintendo DS Moero! Nekketsu Rhythm Damashii Osu! Tatakae! Ouendan 2, phát hành ở Nhật Bản vào ngày 17 tháng 5 năm 2007. Bài hát cũng là một trong nhiều gói nhạc phẩm mở rộng phục vụ cho trò chơi Nintendo DS Daigasso! Band Brothers. Ca khúc "Shizuku" do Sukima Switch thực hiện là bài hát chủ đề mở đầu cho sê-ri anime Kemono no Souja Erin. Đĩa đơn thứ 12 của họ, "Golden Time Lover", là ba nhạc phẩm mở đầu cho loạt anime Fullmetal Alchemist: Brotherhood. Các ca khúc chủ đề trong bộ phim Rough cũng được trình bày bởi Sukima Switch. Ca khúc "Katamari on the Swing" của Ōhashi được sử dụng trong trò chơi PlayStation 3 Katamari Forever.
Bài hát "Boku Note" được dùng làm ca khúc chủ đề chính thức cho bộ phim Đôrêmon: Thăm công viên khủng long năm 2006. Đĩa đơn thứ 13 của họ, "Ice Cream Syndrome", là ca khúc chủ đề kết thúc duy nhất cho phim Pokémon Phantom Ruler: Zoroark.

## Danh sách đĩa nhạc

### Đĩa đơn
- Đĩa đơn đầu tay - view - 7 tháng 9 năm 2003
- Đĩa đơn thứ hai - 奏 (Kanade) - 10 tháng 3 năm 2004
- Đĩa đơn thứ ba - ふれて未来を (Furete Mirai wo) - 16 tháng 6 năm 2004
- Đĩa đơn thứ tư - 冬の口笛 (Fuyu no Kuchibue) - 24 tháng 11 năm 2004
- Đĩa đơn thứ năm - 全力少年 (Zenryoku Shōnen) - 20 tháng 4 năm 2005
- Đĩa đơn thứ sáu - 雨待ち風 (Ame Machi Kaze) - 22 tháng 6 năm 2005
- Đĩa đơn thứ bảy - ボクノート (Boku Note) - 1 tháng 3 năm 2006
- Đĩa đơn thứ tám - ガラナ (Guarana) - 16 tháng 8 năm 2006
- Đĩa đơn thứ chín - アカツキの詩 (Akatsuki no Uta) - 22 tháng 11 năm 2006
- Đĩa đơn thứ mười - マリンスノウ (Marine Snow) - 11 tháng 7 năm 2007
- Đĩa đơn thứ mười một - 虹のレシピ (Niji no Recipe) - 20 tháng 5 năm 2009
- Đĩa đơn thứ mười hai - ゴールデンタイムラバー (Golden Time Lover) - 14 tháng 10 năm 2009
- Đĩa đơn thứ mười ba - アイスクリームシンドローム (Ice Cream Syndrome) - 7 tháng 7 năm 2010

### Album Mini
- Album Mini đầu tay - 君の話 (Kimi no Hanashi) - 17 tháng 9 năm 2003

### Album
- Album đầu tay - 夏雲ノイズ (Natsugumo Noise) - 23 tháng 6 năm 2004
- Album thứ hai - 空創クリップ (Kūsō Clip) - 20 tháng 7 năm 2005
- Album thứ ba - 夕風ブレンド (Yuukaze Blend) - 29 tháng 11 năm 2006
- Album xuất sắc nhất - グレイテスト・ヒッツ (Greatest Hits) - 1 tháng 8 năm 2007
- Album thứ tư - ナユタとフカシギ (Nayuta to Fuyashigi) - 4 tháng 11 năm 2009

### Nhạc phim
- NARUTO: The Last (bài hát kết thúc): Hoshi no utsuwa (星のうつわ Star vessel)